# 猷州
猷州，初设时称南徐州，中国古代的州。
唐高祖武德三年（620年）置南徐州，治所在今安徽泾县西南三十里。下辖泾县、安吴县（今安徽省旌德县蔡家桥镇）、南阳县（今安徽省黄山市黄山区永丰乡塔岭村）。辖境相当今安徽泾县地。同年改为猷州。武德六年（623年）改治南阳县。武德八年（625年）废除猷州、安吴县、南阳县，泾县归宣州。
猷州刺史
- 左难当（621年—624年）